# Archie Thompson
Archie Gerald Thompson (sinh ngày 23 tháng 10 năm 1978) là một cựu cầu thủ bóng đá chuyên nghiệp người Úc thi đấu ở vị trí tiền đạo. Anh hiện đang là đại sứ của câu lạc bộ Melbourne Victory.
Sinh ra tại New Zealand, Thompson trưởng thành từ Học viện Thể thao New South Wales trước khi chinh chiến qua nhiều mùa giải tại National Soccer League và A-League. Sau mười một mùa giải cùng với Melbourne Victory, anh chuyển sang khoác áo Heidelberg United vào năm 2016. Thompson cũng từng thi đấu ở nước ngoài cho câu lạc bộ Lierse thuộc Giải bóng đá Chuyên nghiệp Bỉ và câu lạc bộ PSV Eindhoven thuộc giải Eredivisie của Hà Lan.
Thompson đã thi đấu hơn 50 trận cho đội tuyển quốc gia Úc với tổng cộng 28 bàn thắng đã được ghi. Anh có mặt trong đội hình của Úc tham dự Giải vô địch bóng đá thế giới 2006, Cúp Liên đoàn các châu lục 2001 và 2005, Cúp bóng đá châu Á 2007, Thế vận hội Mùa hè 2008 và thành công nhất là Cúp bóng đá châu Đại Dương năm 2004.
Anh là người nắm giữ kỷ lục ghi bàn mọi thời đại cho một trận đấu quốc tế, với 13 pha lập công trong chiến thắng 31–0 trước Samoa thuộc Mỹ vào năm 2001. Tính đến tháng 11 năm 2024, Thompson là cầu thủ ghi bàn nhiều nhất trong lịch sử của Melbourne Victory với 97 bàn thắng trên mọi đấu trường, và là tiền đạo khoác áo Melbourne Victory nhiều lần nhất với 262 lần ra sân trên mọi đấu trường.

## Sự nghiệp câu lạc bộ

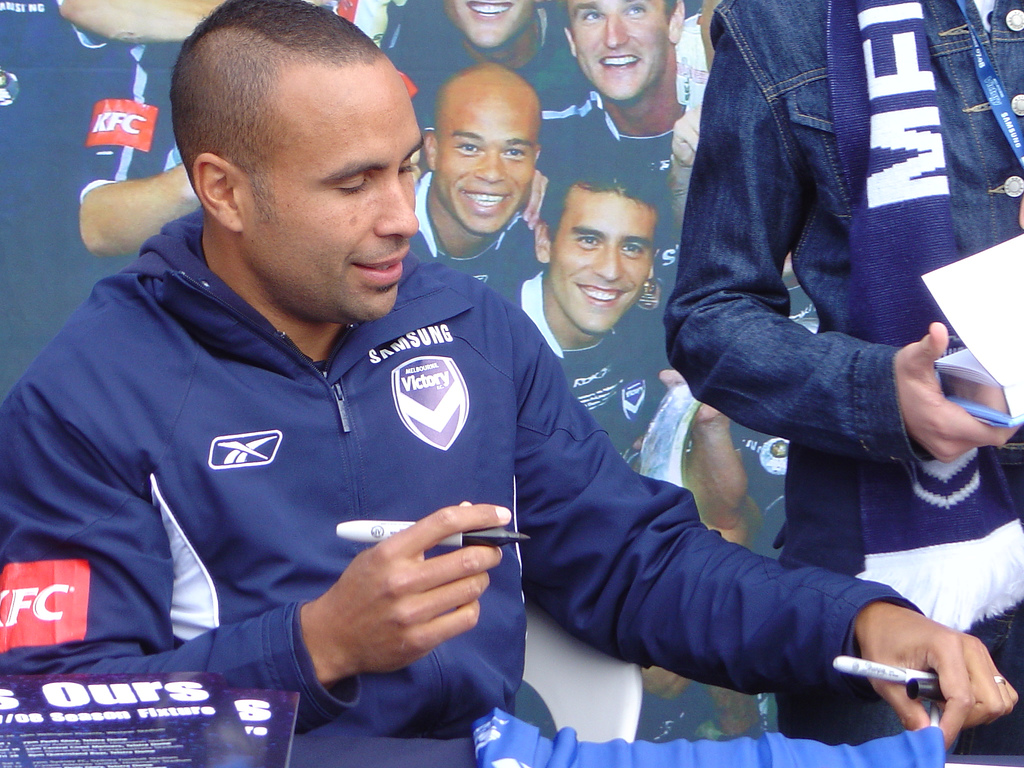
Thompson ký tặng người hâm mộ tại ngày hội cổ động viên của Melbourne Victory

### Sự nghiệp ban đầu
Archie Thompson bắt đầu sự nghiệp của mình khi còn là thiếu niên tại Bathurst '75 FC, và gia nhập đội hình chính thức vào năm 1995. Kết thúc mùa giải năm đó, anh chuyển đến National Soccer League bằng bản hợp đồng với Gippsland Falcons vào giữa mùa giải 1996–97. Tốc độ và kỹ năng chơi bóng đặc biệt của anh đã ngay lập tức được nhận diện trong một tập thể không quá nổi trội; không lâu sau đó anh đã được Carlton chiêu mộ và trở thành chân sút chủ lực trong một đội hình thiên hướng tấn công. Sau khi Carlton giải thể, anh trở lại Sydney để thi đấu cho Marconi trong phần còn lại của mùa giải 2000–01, trước khi ký hợp đồng với Lierse SK của Bỉ. Thompson đã ghi được 9 bàn thắng trong mùa giải đầu tiên với câu lạc bộ tại Giải hạng Nhất Bỉ trước khi dính phải một chấn thương. Ở mùa giải thứ tư tại Bỉ, anh là cầu thủ ghi bàn nhiều nhất cho đội bóng với 14 bàn thắng sau 29 lần ra sân tại giải đấu.

### Melbourne Victory
Nhờ có phong độ tốt, anh đã được gọi trở về nước để khoác áo Melbourne Victory vào năm 2005 (mùa giải A-League đầu tiên), và ghi bàn thắng đầu tiên cho đội bóng trong mùa giải chính. Cuối năm 2005, Thompson gia nhập PSV Eindhoven dưới dạng cho mượn tạm thời, và sau đó chính thức được cho mượn tới đội bóng Hà Lan trong vòng sáu tháng vào ngày 13 tháng 1 năm 2006. Anh đã chơi trận đấu cuối cùng của mình cho Melbourne Victory vào thời điểm đó gặp Queensland Roar, và ghi bàn thắng duy nhất với tư cách là đội trưởng tạm quyền của đội. Bàn thắng này đã nâng tổng số pha lập công của anh trong mùa giải lên con số 8, giúp anh trở thành người đầu tiên giành được danh hiệu Chiếc giày vàng của Melbourne Victory. Anh cũng xếp đồng hạng với Alex Brosque, Bobby Despotovski và Stewart Petrie trong danh sách vua phá lưới của giải A-League. 
Chỉ sau hai lần ra sân cho PSV từ ghế dự bị, câu lạc bộ quyết định không ký tiếp hợp đồng với Thompson, và anh đã trở về Melbourne Victory cho mùa giải A-League 2006–07. Trong mùa giải thứ hai tại A-League, anh đã tạo nên sự hợp tác ăn ý với tiền đạo Danny Allsopp, và cùng dẫn dắt Melbourne trở thành đội đứng đầu bảng xếp hạng và đội vô địch A-League mùa giải năm đó. Trong trận chung kết tổng A-League 2007 vào ngày 18 tháng 2 năm 2007, Thompson đã tỏa sáng với 5 bàn thắng trong chiến thắng đậm 6–0 của Melbourne Victory trước đối thủ Adelaide United, và được trao tặng Huy chương Joe Marston cho danh hiệu Cầu thủ xuất sắc nhất trận.
Trong trận chung kết tổng A-League 2009–10 giữa Melbourne Victory và Sydney FC, Thompson đã phải rời sân bằng cáng chỉ sau 16 phút do bị rách dây chằng đầu gối. Sau khi bình phục từ cuộc phẫu thuật, anh đã trở lại trong trận đấu đầu tiên của mình tại A-League mùa giải 2010–11, để thua trước Gold Coast United. Anh đã tiếp tục giành chức vô địch A-League 2014–15 và Cúp FFA 2015 cùng với Victory.
Vào ngày 30 tháng 4 năm 2016, Melbourne Victory thông báo họ sẽ không gia hạn hợp đồng với Thompson sau khi kết thúc AFC Champions League 2016. Thompson đã trải qua 11 mùa giải tại câu lạc bộ và ghi được 90 bàn thắng, trong đó 10 bàn thắng được ghi ở các trận chung kết (cả hai con số này đều là kỷ lục tại thời điểm anh rời câu lạc bộ). Ngày 12 tháng 9 năm 2016, Thompson được bổ nhiệm làm đại sứ câu lạc bộ của Melbourne Victory.

### National Premier League Victoria
Ngày 6 tháng 8 năm 2016, Thompson đã ký một hợp đồng ngắn hạn có thời hạn hai trận với đội bóng Heidelberg United thuộc Giải bóng đá Ngoại hạng Úc bang Victoria.
Trong lần trở lại quê nhà, Thompson đã ký hợp đồng trọn mùa giải với Murray United FC – đội bóng có trụ sở tại Wodonga, quê hương của cha mẹ anh – trước thềm mùa giải National Premier Leagues Victoria 2 năm 2017. Anh ra mắt đội bóng trong trận đấu gặp Melbourne City FC NPL, khi được tung vào sân từ phút thứ 57.

### Racing Murcia
Vào ngày 20 tháng 8 năm 2019, Thompson đã ký hợp đồng với đội bóng hạng năm Tây Ban Nha Racing Murcia. Câu lạc bộ này có tham vọng lớn được thi đấu tại La Liga, giải đấu cao nhất ở Tây Ban Nha, và đặt mục tiêu thăng hạng trong vòng năm năm. Anh ra mắt vào ngày 2 tháng 9 năm 2019 khi vào sân thay người ở phút thứ 64 trong trận gặp CD Abarán. Thompson đã tuyên bố giải nghệ vào năm 2020 thông qua một bài đăng trên trang cá nhân.

## Sự nghiệp quốc tế

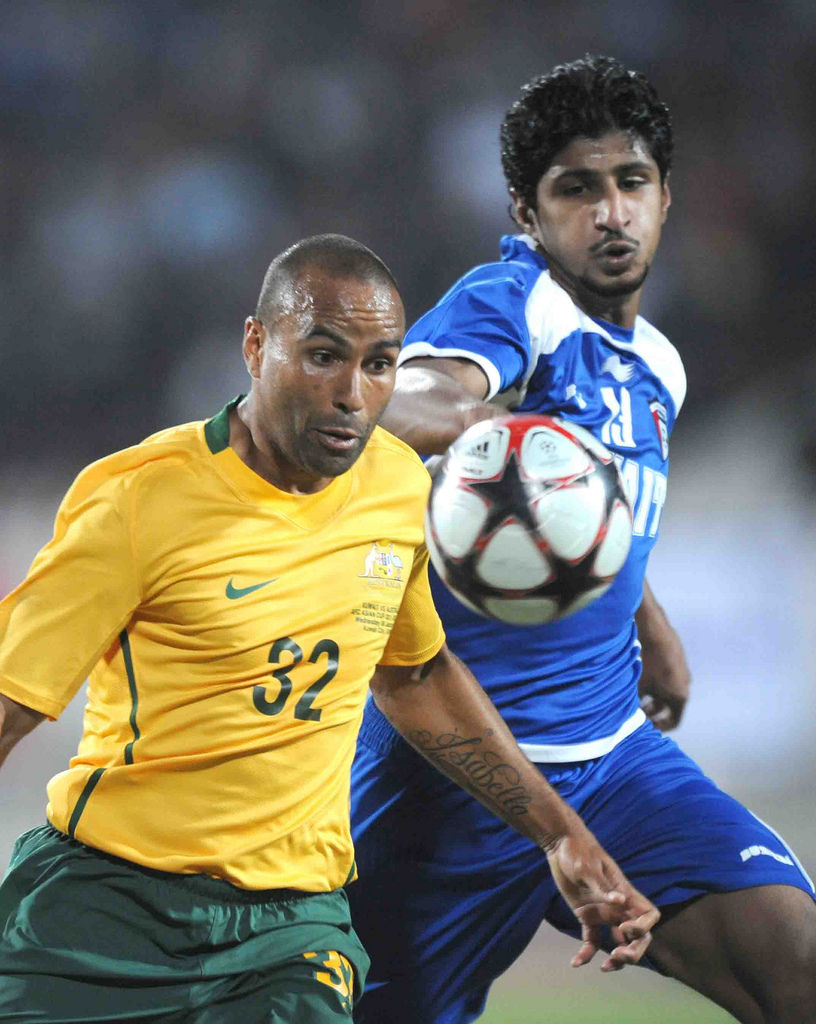
Thompson (trái) trong trận đấu giữa Úc và Kuwait năm 2010

Thompson lần đầu tiên ra sân cho đội tuyển Úc vào ngày 28 tháng 2 năm 2001 trong trận giao hữu với Colombia, và được huấn luyện viên Frank Farina điền tên vào danh sách tham dự vòng loại World Cup 2002 diễn ra vào tháng 4 năm 2001. Vào ngày 9 tháng 4 năm 2001, anh vào sân từ băng ghế dự bị và ghi bàn thắng quốc tế đầu tiên trong trận gặp Tonga, trận đấu mà Úc dễ dàng giành chiến thắng với tỷ số 22–0, phá vỡ kỷ lục thế giới về chiến thắng đậm nhất trong một trận đấu quốc tế. Hai ngày sau, Úc đã phá vỡ kỷ lục của chính mình khi giành chiến thắng 31–0 trước Samoa thuộc Mỹ, trong đó một mình Thompson đã ghi được tới 13 bàn, phá vỡ kỷ lục thế giới về số bàn thắng ghi được trong một trận đấu quốc tế. Một tháng sau, Thompson có tên trong đội hình tuyển Úc tham dự Cúp Liên đoàn các châu lục 2001. Anh đã có hai lần vào sân thay người trong giải đấu mà Úc giành được vị trí thứ ba chung cuộc. Tuy nhiên, sau năm 2001, anh không được huấn luyện viên Farina gọi tập trung lên đội tuyển trong hơn ba năm.
Vào ngày 12 tháng 10 năm 2004, anh được triệu tập trở lại đội tuyển và vào sân thay người trong trận chung kết Cúp bóng đá châu Đại Dương 2004, giải đấu mà Úc đã lên ngôi vô địch. Kể từ đó, Thompson thường xuyên được triệu tập lên đội tuyển quốc gia, mặc dù hầu hết các lần ra sân của anh đều đến từ băng ghế dự bị; anh đã có hai trận đấu vào sân thay người tại Cúp Liên đoàn các châu lục 2005. Năm 2005, Thompson quay trở lại Úc để chơi cho Melbourne Victory trong mùa giải đầu tiên của A-League; anh trở thành cầu thủ duy nhất thi đấu trong nước có tên trong danh sách đội tuyển Úc tham dự các trận đấu vòng loại gặp Uruguay để giành một suất tham dự FIFA World Cup 2006, mà cuối cùng Úc đã giành chiến thắng. Phong độ ổn định tại Melbourne đã giúp Thompson có được một suất trong đội hình tuyển Úc tham dự World Cup, nhưng anh không được ra sân một phút nào tại giải đấu và Úc đã bị loại ở vòng 2.
Năm 2007, Thompson tiếp tục cùng với tuyển Úc tham dự Cúp bóng đá châu Á 2007, và đã vào sân thay người một lần trong trận đấu với nhà vô địch sau đó là Iraq. Năm 2008, Thompson là một trong ba cầu thủ quá tuổi trong đội hình đội tuyển U-23 Úc tham dự Thế vận hội Mùa hè. Năm 2012, Thompson trở lại đội tuyển quốc gia và ghi bàn thắng quốc tế đầu tiên sau 6 năm trong chiến thắng 3–0 trước Liban. Phong độ ghi bàn của anh tiếp tục được duy trì với bàn thắng trong trận thua Jordan 1–2 và bàn ấn định tỷ số 2–1 trước Iraq vào những phút cuối cùng tại vòng loại World Cup 2014. Thompson đã được chọn vào đội tuyển để tham dự vòng loại Cúp bóng đá Đông Á tại Hồng Kông, và sau đó đã đoạt danh hiệu vua phá lưới của Cúp bóng đá Đông Á 2013. Ngày 7 tháng 11 năm 2013, anh đã lập một trong những cú hat-trick nhanh nhất trong lịch sử khi vào sân thay người và ghi ba bàn ở các phút 58 đến phút 65 trong trận thắng Guam 9–0. Tổng cộng, Thompson đã ghi được 28 bàn thắng quốc tế, kém một bàn so với 29 bàn của Damian Mori và kém 22 bàn so với kỷ lục 50 bàn mà Tim Cahill nắm giữ.

## Đời tư
Thompson sinh ra ở Ōtorohanga, có cha là người New Zealand gốc Māori và mẹ là người Papua New Guinea; bên cạnh anh còn có ba người anh trai và hai người chị gái. Anh có hai người con tên là Isabella và Axel, và xăm tên các con của mình ở mỗi bên cẳng tay. Thompson là đại sứ chính thức của FIFA 08 tại Úc và New Zealand.
Tháng 10 năm 2010, cuốn sách What Doesn't Kill You Makes You Stronger (tạm dịch tiếng Việt: Điều gì không khuất phục được bạn sẽ khiến bạn mạnh mẽ hơn) của anh đã được Nhà xuất bản Đại học Melbourne phát hành.
Thompson hiện là chuyên gia bình luận cho chương trình bình luận về giải A-League của Paramount và Network 10, và là thành viên trong chương trình phân tích về A-League A-Leagues Download.

## Thống kê sự nghiệp

### Câu lạc bộ
| Câu lạc bộ          | Hạng                   | Mùa giải            | Giải đấu | Giải đấu | Cúp quốc gia | Cúp quốc gia | Châu lục | Châu lục | Tổng | Tổng |
| Câu lạc bộ          | Hạng                   | Mùa giải            | Trận     | Bàn      | Trận         | Bàn          | Trận     | Bàn      | Trận | Bàn  |
| ------------------- | ---------------------- | ------------------- | -------- | -------- | ------------ | ------------ | -------- | -------- | ---- | ---- |
| Gippsland Falcons   | National Soccer League | 1996–97             | 6        | 2        | –            | –            | –        | –        | 6    | 2    |
| Gippsland Falcons   | National Soccer League | 1997–98             | 22       | 4        | –            | –            | –        | –        | 22   | 4    |
| Gippsland Falcons   | National Soccer League | 1998–99             | 15       | 4        | –            | –            | –        | –        | 15   | 4    |
| Gippsland Falcons   | Tổng cộng              | Tổng cộng           | 43       | 10       | –            | –            | –        | –        | 43   | 10   |
| Carlton SC          | National Soccer League | 1998–99             | 10       | 5        | –            | –            | –        | –        | 10   | 5    |
| Carlton SC          | National Soccer League | 1999–2000           | 35       | 12       | –            | –            | –        | –        | 35   | 12   |
| Carlton SC          | National Soccer League | 2000–01             | 8        | 6        | –            | –            | –        | –        | 8    | 6    |
| Carlton SC          | Tổng cộng              | Tổng cộng           | 53       | 23       | –            | –            | –        | –        | 53   | 23   |
| Marconi Stallions   | National Soccer League | 2000–01             | 13       | 6        | –            | –            | –        | –        | 13   | 6    |
| Lierse              | Belgian First Division | 2001–02             | 31       | 9        | 3            | 2            | –        | –        | 34   | 11   |
| Lierse              | Belgian First Division | 2002–03             | 5        | 0        | 0            | 0            | –        | –        | 5    | 0    |
| Lierse              | Belgian First Division | 2003–04             | 25       | 4        | 2            | 1            | –        | –        | 27   | 5    |
| Lierse              | Belgian First Division | 2004–05             | 29       | 14       | 4            | 2            | –        | –        | 33   | 16   |
| Lierse              | Tổng cộng              | Tổng cộng           | 90       | 27       | 9            | 5            | –        | –        | 99   | 32   |
| PSV Eindhoven       | Eredivisie             | 2005–06             | 2        | 0        | –            | –            | –        | –        | 2    | 0    |
| Melbourne Victory   | A-League               | 2005–06             | 15       | 8        | 4            | 2            | –        | –        | 19   | 10   |
| Melbourne Victory   | A-League               | 2006–07             | 22       | 15       | 5            | 2            | –        | –        | 27   | 17   |
| Melbourne Victory   | A-League               | 2007–08             | 20       | 6        | 2            | 0            | 3        | 1        | 25   | 7    |
| Melbourne Victory   | A-League               | 2008–09             | 19       | 9        | 0            | 0            | –        | –        | 19   | 9    |
| Melbourne Victory   | A-League               | 2009–10             | 26       | 11       | –            | –            | 1        | 0        | 27   | 11   |
| Melbourne Victory   | A-League               | 2010–11             | 9        | 4        | –            | –            | 6        | 0        | 15   | 4    |
| Melbourne Victory   | A-League               | 2011–12             | 27       | 7        | –            | –            | 0        | 0        | 27   | 7    |
| Melbourne Victory   | A-League               | 2012–13             | 22       | 9        | –            | –            | 0        | 0        | 22   | 9    |
| Melbourne Victory   | A-League               | 2013–14             | 24       | 9        | –            | –            | 5        | 0        | 29   | 9    |
| Melbourne Victory   | A-League               | 2014–15             | 26       | 11       | 2            | 1            | –        | –        | 28   | 12   |
| Melbourne Victory   | A-League               | 2015–16             | 14       | 1        | 2            | 0            | 8        | 1        | 24   | 2    |
| Melbourne Victory   | Tổng cộng              | Tổng cộng           | 224      | 90       | 15           | 5            | 23       | 2        | 262  | 97   |
| Heidelberg United   | NPL Victoria           | 2016                | 2        | 0        | –            | –            | –        | –        | 2    | 0    |
| Murray United       | NPL Victoria 2         | 2017                | 21       | 7        | –            | –            | –        | –        | 21   | 7    |
| Murray United       | NPL Victoria 2         | 2018                | 5        | 0        | –            | –            | –        | –        | 5    | 0    |
| Murray United       | Tổng cộng              | Tổng cộng           | 26       | 7        | –            | –            | –        | –        | 26   | 7    |
| Tổng cộng sự nghiệp | Tổng cộng sự nghiệp    | Tổng cộng sự nghiệp | 453      | 163      | 24           | 10           | 23       | 2        | 500  | 175  |

### Quốc tế
| Đội tuyển quốc gia | Năm       | Trận | Bàn |
| ------------------ | --------- | ---- | --- |
| Úc                 | 2001      | 7    | 16  |
| Úc                 | 2004      | 1    | 1   |
| Úc                 | 2005      | 8    | 3   |
| Úc                 | 2006      | 7    | 1   |
| Úc                 | 2007      | 5    | 0   |
| Úc                 | 2008      | 2    | 0   |
| Úc                 | 2009      | 2    | 0   |
| Úc                 | 2010      | 1    | 0   |
| Úc                 | 2011      | 1    | 0   |
| Úc                 | 2012      | 12   | 7   |
| Úc                 | 2013      | 8    | 0   |
| Tổng cộng          | Tổng cộng | 54   | 28  |

| #  | Ngày                 | Địa điểm                                              | Đối thủ           | Ghi bàn | Kết quả | Giải đấu                        | TK     |
| -- | -------------------- | ----------------------------------------------------- | ----------------- | ------- | ------- | ------------------------------- | ------ |
| 1  | 9 tháng 4 năm 2001   | Sân vận động Quốc tế Coffs Harbour, Coffs Harbour, Úc | Tonga             | 18–0    | 22–0    | Vòng loại FIFA World Cup 2002   | [ 29 ] |
| 2  | 11 tháng 4 năm 2001  | Sân vận động Quốc tế Coffs Harbour, Coffs Harbour, Úc | Samoa thuộc Mỹ    | 2–0     | 31–0    | Vòng loại FIFA World Cup 2002   | [ 30 ] |
| 3  | 11 tháng 4 năm 2001  | Sân vận động Quốc tế Coffs Harbour, Coffs Harbour, Úc | Samoa thuộc Mỹ    | 8–0     | 31–0    | Vòng loại FIFA World Cup 2002   | [ 30 ] |
| 4  | 11 tháng 4 năm 2001  | Sân vận động Quốc tế Coffs Harbour, Coffs Harbour, Úc | Samoa thuộc Mỹ    | 10–0    | 31–0    | Vòng loại FIFA World Cup 2002   | [ 30 ] |
| 5  | 11 tháng 4 năm 2001  | Sân vận động Quốc tế Coffs Harbour, Coffs Harbour, Úc | Samoa thuộc Mỹ    | 11–0    | 31–0    | Vòng loại FIFA World Cup 2002   | [ 30 ] |
| 6  | 11 tháng 4 năm 2001  | Sân vận động Quốc tế Coffs Harbour, Coffs Harbour, Úc | Samoa thuộc Mỹ    | 12–0    | 31–0    | Vòng loại FIFA World Cup 2002   | [ 30 ] |
| 7  | 11 tháng 4 năm 2001  | Sân vận động Quốc tế Coffs Harbour, Coffs Harbour, Úc | Samoa thuộc Mỹ    | 14–0    | 31–0    | Vòng loại FIFA World Cup 2002   | [ 30 ] |
| 8  | 11 tháng 4 năm 2001  | Sân vận động Quốc tế Coffs Harbour, Coffs Harbour, Úc | Samoa thuộc Mỹ    | 15–0    | 31–0    | Vòng loại FIFA World Cup 2002   | [ 30 ] |
| 9  | 11 tháng 4 năm 2001  | Sân vận động Quốc tế Coffs Harbour, Coffs Harbour, Úc | Samoa thuộc Mỹ    | 16–0    | 31–0    | Vòng loại FIFA World Cup 2002   | [ 30 ] |
| 10 | 11 tháng 4 năm 2001  | Sân vận động Quốc tế Coffs Harbour, Coffs Harbour, Úc | Samoa thuộc Mỹ    | 20–0    | 31–0    | Vòng loại FIFA World Cup 2002   | [ 30 ] |
| 11 | 11 tháng 4 năm 2001  | Sân vận động Quốc tế Coffs Harbour, Coffs Harbour, Úc | Samoa thuộc Mỹ    | 22–0    | 31–0    | Vòng loại FIFA World Cup 2002   | [ 30 ] |
| 12 | 11 tháng 4 năm 2001  | Sân vận động Quốc tế Coffs Harbour, Coffs Harbour, Úc | Samoa thuộc Mỹ    | 23–0    | 31–0    | Vòng loại FIFA World Cup 2002   | [ 30 ] |
| 13 | 11 tháng 4 năm 2001  | Sân vận động Quốc tế Coffs Harbour, Coffs Harbour, Úc | Samoa thuộc Mỹ    | 29–0    | 31–0    | Vòng loại FIFA World Cup 2002   | [ 30 ] |
| 14 | 11 tháng 4 năm 2001  | Sân vận động Quốc tế Coffs Harbour, Coffs Harbour, Úc | Samoa thuộc Mỹ    | 30–0    | 31–0    | Vòng loại FIFA World Cup 2002   | [ 30 ] |
| 15 | 16 tháng 4 năm 2001  | Sân vận động Quốc tế Coffs Harbour, Coffs Harbour, Úc | Samoa             | 7–0     | 11–0    | Vòng loại FIFA World Cup 2002   | [ 31 ] |
| 16 | 16 tháng 4 năm 2001  | Sân vận động Quốc tế Coffs Harbour, Coffs Harbour, Úc | Samoa             | 9–0     | 11–0    | Vòng loại FIFA World Cup 2002   | [ 31 ] |
| 17 | 12 tháng 10 năm 2004 | Sân vận đông bóng đá Sydney, Sydney, Úc               | Quần đảo Solomon  | 4–0     | 6–0     | Cúp bóng đá châu Đại Dương 2004 | [ 32 ] |
| 18 | 3 tháng 9 năm 2005   | Sân vận đông bóng đá Sydney, Sydney, Úc               | Quần đảo Solomon  | 6–0     | 7–0     | Vòng loại FIFA World Cup 2006   | [ 33 ] |
| 19 | 6 tháng 9 năm 2005   | Sân vận động Lawson Tama, Honiara, Quần đảo Solomon   | Quần đảo Solomon  | 1–0     | 2–1     | Vòng loại FIFA World Cup 2006   | [ 34 ] |
| 20 | 9 tháng 10 năm 2005  | Craven Cottage, London, Anh                           | Jamaica           | 2–0     | 5–0     | Giao hữu                        | [ 35 ] |
| 21 | 22 tháng 2 năm 2006  | Sân vận động Quốc gia Bahrain, Riffa, Bahrain         | Bahrain           | 1–1     | 3–1     | Vòng loại AFC Asian Cup 2007    | [ 36 ] |
| 22 | 6 tháng 9 năm 2012   | Sân vận động Thành phố Tripoli, Tripoli, Liban        | Liban             | 3–0     | 3–0     | Giao hữu                        | [ 37 ] |
| 23 | 11 tháng 9 năm 2012  | Sân vận động Quốc vương Abdullah II, Amman, Jordan    | Jordan            | 1–2     | 1–2     | Vòng loại FIFA World Cup 2014   | [ 38 ] |
| 24 | 16 tháng 10 năm 2012 | Sân vận động Grand Hamad, Doha, Qatar                 | Iraq              | 2–1     | 2–1     | Vòng loại FIFA World Cup 2014   | [ 39 ] |
| 25 | 5 tháng 12 năm 2012  | Sân vận động Hồng Kông, Vịnh Đồng La, Hồng Kông       | CHDCND Triều Tiên | 1–0     | 1–1     | Cúp bóng đá Đông Á 2013         | [ 40 ] |
| 26 | 7 tháng 12 năm 2012  | Sân vận động Hồng Kông, Vịnh Đồng La, Hồng Kông       | Guam              | 5–0     | 9–0     | Cúp bóng đá Đông Á 2013         | [ 41 ] |
| 27 | 7 tháng 12 năm 2012  | Sân vận động Hồng Kông, Vịnh Đồng La, Hồng Kông       | Guam              | 6–0     | 9–0     | Cúp bóng đá Đông Á 2013         | [ 41 ] |
| 28 | 7 tháng 12 năm 2012  | Sân vận động Hồng Kông, Vịnh Đồng La, Hồng Kông       | Guam              | 7–0     | 9–0     | Cúp bóng đá Đông Á 2013         | [ 41 ] |

## Danh hiệu
Melbourne Victory
- A-League: 2006–07, 2008–09, 2014–15

Úc
- Cúp Liên đoàn các châu lục: Hạng 3, 2001[42]
- Cúp bóng đá châu Đại Dương: 2004[43]

Cá nhân
- Chiếc giày vàng A-League: 2005–06
- Huy chương Joe Marston: 2007
- Huy chương Chiến thắng: 2007–08, 2009–10
- PFA Đội hình tiêu biểu của mùa giải A-League: 2008–09, 2009–10, 2011–12, 2012–13
- PFA Đội hình tiêu biểu của thập niên A-League: 2005–2015

Kỷ lục
- Nhiều bàn thắng nhất trong một trận đấu quốc tế: 13
- Nhiều bàn thắng nhất trong một trận đấu A-League: 5
- Nhiều lần ra sân nhất cho Melbourne Victory: 261
- Nhiều bàn thắng nhất cho Melbourne Victory: 97